# Saint-Sulpice-les-Feuilles
Saint-Sulpice-les-Feuilles (tiếng Occitan: Sent Sepise) là một xã của tỉnh Haute-Vienne, thuộc vùng Nouvelle-Aquitaine, miền trung nước Pháp.